# Betulia (ort i Antioquia, lat 6,11, long -75,98)
Betulia är en ort i Colombia.   Den ligger i departementet Antioquía, i den nordvästra delen av landet, 270 km nordväst om huvudstaden Bogotá. Betulia ligger 1 631 meter över havet och antalet invånare är 5 216.
Terrängen runt Betulia är kuperad åt nordväst, men åt sydost är den bergig. Runt Betulia är det ganska tätbefolkat, med 129 invånare per kvadratkilometer. Närmaste större samhälle är Concordia, 11,2 km sydost om Betulia. I omgivningarna runt Betulia växer i huvudsak städsegrön lövskog.